# Copia digital
Copia digital —en inglés digital copy— es un servicio que se ofrece a los consumidores de películas en DVD o Blu-ray Disc para reproducirla en dispositivos capaces de funcionar con un archivo digital en vez de un disco DVD.

## Características
Lanzado en el año 2007, el formato de copia digital permite transferir fácilmente una película a una computadora, a una laptop, a un reproductor de MP4, etc. para verla cualquier lugar y en cualquier momento.
Muy a menudo, las soluciones de digital copy ofrece iTunes de Apple o Windows Media con sus respectivos servicios de DRM, Windows Media DRM y FairPlay. Algunas más recientes también proporcionan apoyo para Sony PlayStation Portable y teléfonos con 3GP.
La calidad se ve limitada por la velocidad de bits utilizados para codificar el archivo que suele ser relativamente baja y no se ajustan para que el dispositivo sea transferido.
Para limitar el número de copias digitales libres, el disco en general viene con un código de un solo uso para autenticar a un ordenador a través de Internet. Por otra parte, los propietarios del contenido pueden ofrecer la función de digital copy como un servicio de pago. A veces, el código de autenticación tiene fecha de caducidad.